# Internationale Föderation Katholischer Universitäten
Die Internationale Föderation Katholischer Universitäten (en.: International Federation of Catholic Universities, Abkürzung: IFCU, fr.: Fédération Internationale des Universités Catholiques, offizielle Abkürzung: FIUC, nach den Initialen der französischen Bezeichnung) ist der Zusammenschluss von 240 katholischen Universitäten und Hochschulen weltweit (Stand 2025). Sie ist vom Heiligen Stuhl als eine Vereinigung von Gläubigen anerkannt und international bei den Vereinten Nationen, bei der ECOSOC, in der UNESCO, in der UN-Menschenrechtskommission, im Europarat und im Katholischen Internationalen Zentrum für die Zusammenarbeit in der UNESCO vertreten.

## Geschichte
Die Katholische Universität vom Heiligen Herzen (Mailand) und die frühere Katholische Universität Nijmegen ergriffen im Jahre 1924 die Gründungsinitiative, eine Föderation katholischer Universitäten ins Leben zu rufen. Das erste Treffen von 14 Vertretern katholischer Universitäten fand 1925 im Katholischen Institut von Paris statt. Das erste Jahrbuch der katholischen Universitäten wurde 1927 veröffentlicht. Französisch war die Sprache bei allen Treffen und aller Veröffentlichungen.
Erst nach dem Zweiten Weltkrieg wurde die Gründungszeit abgeschlossen, Papst Pius XII. (1939–1958) approbierte 1949 die im Jahre 1948 vom Heiligen Stuhl anerkannte „Foederatio Universitatum Catholicarum“.  Die heute gültige Bezeichnung gab sich die Föderation im Jahre 1965. Sie wurde 1967 als beratendes Mitglied in die UNESCO aufgenommen und vom Päpstlichen Rat für die Laien als eine internationale Vereinigung von Gläubigen päpstlichen Rechts in das offizielle Register aufgenommen.

## Selbstverständnis
Jede der beigetretenen Universitäten bleibt in ihrer Geschichte und Zielrichtung eigenständig, die Föderation übt keine Weisungsfunktion aus und versteht sich deshalb als eine unterstützende Organisation. Sie möchte einen Beitrag für den Fortschritt und den Aufbau einer gerechten und menschlichen Welt leisten. Im Vordergrund steht die Zusammenarbeit mit internationalen Institutionen und Instituten der Wissenschaft und Forschung. Besondere Anliegen sind die Wahrung der qualitativen Arbeit an den Universitäten und eine gerechte Verteilung katholischer akademischer Einrichtungen in den verschiedenen Teilen der Welt.

## Organisation und Ausweitung
Der Sitz ist Paris. Mitglieder aus Deutschland sind die Katholische Universität Eichstätt-Ingolstadt, die Katholische Stiftungshochschule München (KSH München), die Katholische Hochschule Nordrhein-Westfalen sowie die Katholische Hochschule Mainz.
Das höchste Gremium ist die Generalversammlung. Der Vorstand setzt sich aus folgenden Personen zusammen: dem Präsidenten, dem Generalsekretär, dem Vizepräsidenten, den Präsidenten der Regionen (Regionalpräsidenten) und dem Leiter des Wissenschaftlichen Beirats.
Die Regionalgruppen sind:
- International Federation of European Catholic Universities (FUCE) für Europa[3]
- Association of Catholic Universities and Higher Institutes of Africa and Madagascar (ACUHIAM) für Afrika und Madagaskar[4]
- Association of Catholic Colleges and Universities (ACCU) für Nordamerika[5]
- Association of Southeast and East Asia Catholic Colleges and Universities (ASEACCU) für Südost- und Ostasien[6]
- Organización de Universidades Católicas de América Latina y el Caribe (ODUCAL) für Lateinamerika[7]
- Xavier Board of Higher Education in India (XBHEI) für Indien[8]

## Auszeichnungen
Die FIUC verleiht zwei Auszeichnungen:
- Die „Ex Corde Ecclesiae Medal“[10] erhalten Mitglieder, Gruppen und Personen, die sich über 25 Jahre um die Belange der FIUC verdient gemacht haben. Zu den Geehrten zählen auch die Ex-Präsidenten, die Ex-Vizepräsidenten und die Ex-Generalsekretäre.
- Der „Sciat Ut Serviat Award“ wird an Institutionen und Initiativen verliehen, die sich besonders kreativ und international für Gerechtigkeit und Frieden eingesetzt haben.[11]